# Phương hướng địa lý

Các hướng trên một hoa hồng la bàn (compass rose).

Bốn phương hướng địa lý chính là hướng Đông, hướng Tây, hướng Nam, hướng Bắc, thường được ký hiệu bằng chữ cái đầu tiên Đ, T, N, B hay E, W, S, N (east, west, south, north,  trong tiếng Anh).
Hướng Đông và Tây vuông góc (90 độ) với hướng Nam và Bắc, trong đó từ hướng Bắc quay 90 độ theo chiều kim đồng hồ sẽ tới hướng Đông, còn từ hướng Bắc quay ngược chiều kim đồng hồ 90 độ sẽ tới hướng Tây. Trong địa lý, các điểm hướng này chính là những hướng chính của la bàn, các bản đồ (nếu không có chỉ dẫn thêm) thường được biểu diễn sao cho hướng Bắc là hướng trên, hướng Nam là dưới, hướng Đông bên phải và hướng Tây bên trái.
Ngoài bốn hướng chính, trên la bàn còn phân ra bốn hướng phụ (hướng trung gian), gồm các cặp hướng vuông góc, mỗi hướng nằm ở chính giữa các cặp hướng chính: Đông Bắc (NE), Tây Bắc (NW), Đông Nam (SE), Tây Nam (SW). 
Các la bàn 16 hoa gió còn phân ra tám hướng phụ thứ cấp như trong hình bên là những hướng được vẽ ngắn nhất. Mỗi hướng nằm ở chính giữa các cặp hướng chính-phụ: Bắc Đông Bắc (NNE), Đông Đông Bắc (ENE), Đông Đông Nam (ESE), Nam Đông Nam (SSE), Nam Tây Nam (SSW), Tây Tây Nam (WSW), Tây Tây Bắc (WNW), Bắc Tây Bắc (NNW).

## Xác định phương hướng địa lý
Đường trắc địa Trên mặt cầu Trái Đất, các kinh tuyến (nối liền hai cực Bắc-Nam) là những đường tròn lớn (đường tròn đi qua tâm Trái Đất) và cũng là các đường trắc địa. Các vĩ tuyến trừ Xích đạo không phải là đường tròn lớn. Tức là, để đi dọc theo những đường này thì ta chỉ cần đi thẳng phía trước mà không cần bẻ lái để rẽ. Vậy khi đi dọc theo phương Bắc-Nam (kinh độ không đổi) thì chỉ cần đi thẳng, trong khi để giữ đường đi theo đúng phương Đông-Tây (vĩ độ không đổi) thì cần phải bẻ lái, ngoại trừ ở Xích đạo. Tuy nhiên, khi đi vòng quanh Trái Đất dọc theo vĩ tuyến càng gần Xích đạo thì phải bẻ lái càng ít, nên có thể khó nhận biết.

### La bàn từ

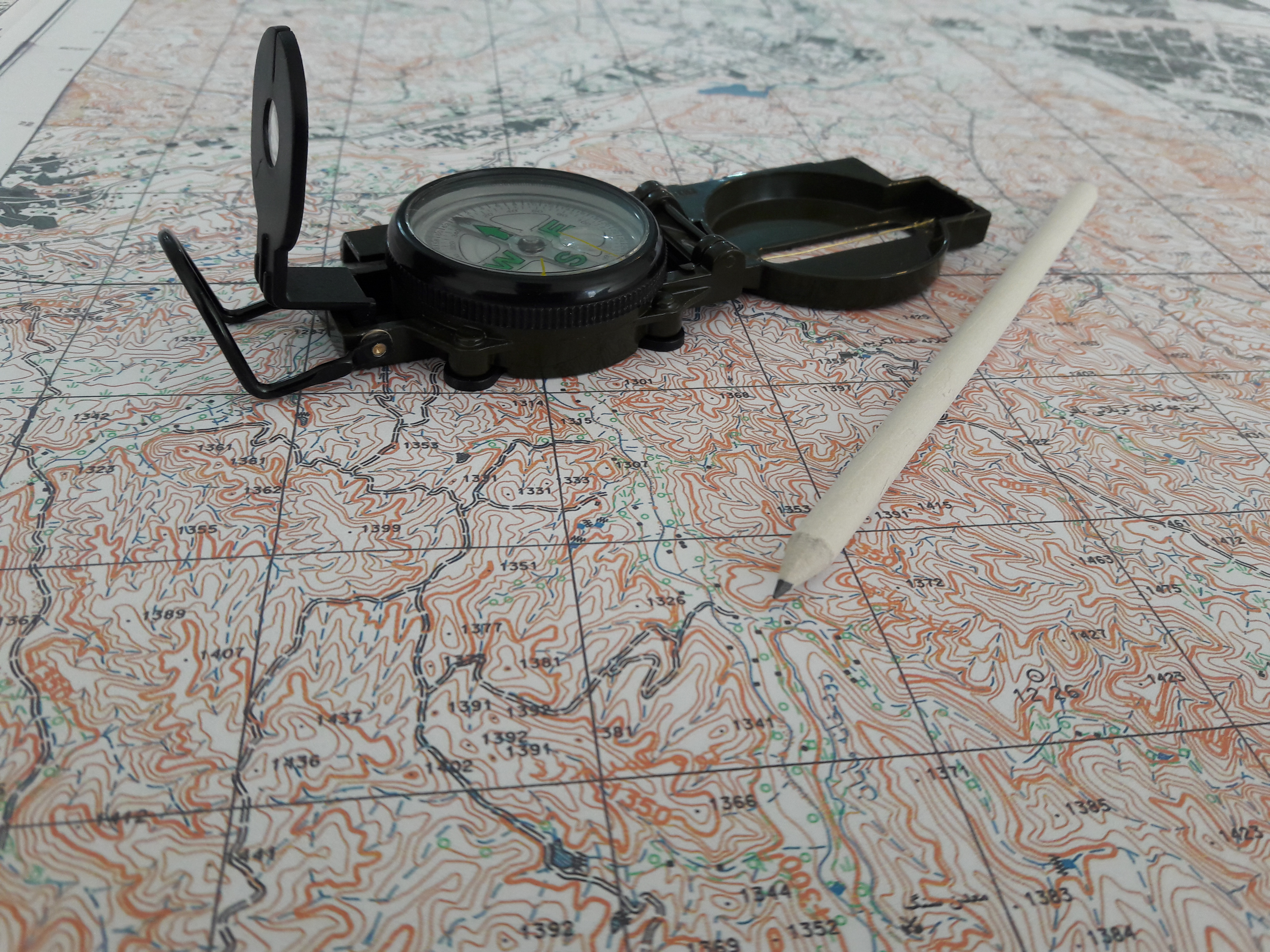
Một la bàn đặt trên tấm bản đồ

Trái Đất có từ trường với các cực từ gần như thẳng hàng với trục quay của nó. La bàn từ là một thiết bị sử dụng từ trường này để xác định phương hướng. Chúng được sử dụng phổ biến nhưng chỉ có độ chính xác tương đối. Đầu bắc của kim la bàn chỉ về cực bắc của Trái Đất là do cực từ nam của từ trường Trái Đất nằm khá gần với cực bắc thực sự.

### Mặt Trời
Vị trí của Mặt Trời trên bầu trời có thể được sử dụng để định hướng nếu biết thời gian trong ngày. Vào buổi sáng Mặt Trời mọc gần phía Đông (chỉ mọc hướng chính Đông vào các ngày điểm phân), còn buổi chiều tối nó mọc gần phía Tây, và cũng chỉ lặn ở đúng hướng Tây vào các ngày điểm phân. Lúc buổi trưa nó mọc lên vị trí cao nhất trong ngày (vào lúc chính trưa Mặt Trời nằm trên đường kinh tuyến thiên thể). Một người quan sát ở Bắc Bán cầu, ở phía Bắc của chí tuyến Bắc sẽ luôn thấy Mặt Trời trưa nằm ở phía nam, và ngược lại, người quan sát ở Nam Bán cầu, phía Nam của chí tuyến Nam sẽ luôn thấy Mặt Trời trưa nằm ở phía bắc. Tuy nhiên, với những vùng gần Xích đạo (các vùng nhiệt đới nằm trong khoảng giữa hai chí tuyến), thì điều này không phải là đúng quanh năm. Bởi vì, Mặt Trời có thể ở ngay trên đỉnh đầu hoặc thậm chí là ở phía bắc vào buổi trưa mùa hè ở vùng nhiệt đới Bắc Bán cầu, chẳng hạn (xem hạ điểm mặt trời). Vì thế, ở những địa điểm này phải quan sát sự chuyển động của Mặt Trời trong một khoảng thời gian, hay xác định hướng bằng cách xem bóng của các vật trên mặt đất. Nếu bóng của một vật cắm thẳng đứng di chuyển theo chiều kim đồng hồ thì Mặt Trời sẽ ở phía nam lúc trưa, còn nếu ngược chiều kim đồng hồ thì Mặt Trời sẽ ở phía bắc.
Bởi độ nghiêng trục quay của Trái Đất, ở mọi nơi, sẽ có hai ngày mà Mặt Trời mọc ở hướng chính Đông và đó là hai ngày điểm phân. Mặt Trời mọc lệch về phía bắc hoặc nam hướng Đông chính (và lặn về bắc hoặc năm hướng Tây chính) vào các ngày còn lại trong năm. Đối với mọi địa điểm, Mặt Trời mọc dần về phía bắc hướng Đông chính (hoặc lặn về bắc hướng Tây chính) từ ngày điểm phân tháng 3 tới điểm phân tháng 9, và mọc dần về phía nam hướng Đông chính (lặn về hướng Tây chính) từ ngày điểm phân tháng 9 tới điểm phân tháng 3.

### Sử dụng đồng hồ đeo tay

Cách xác định các hướng nam và bắc sử dụng mặt trời và một đồng hồ đeo tay analog 12 giờ, đặt theo giờ địa phương, trong ví dụ này là 10:10 sáng.

Có một cách truyền thống sử dụng đồng hồ đeo tay analog (có kim) để định hướng bắc và nam. Mặt Trời di chuyển trên bầu trời theo chu kỳ 24 tiếng đồng hồ trong khi kim giờ của một mặt đồng hồ 12 giờ quay một vòng trong 12 tiếng. Ở Bắc Bán cầu, nếu đặt đồng hồ sao cho kim giờ chỉ về hướng của Mặt Trời, thì tia phân giác của góc giữa kim giờ và hướng 12 giờ sẽ chỉ hướng nam. Ở Nam Bán cầu, ta cần hướng số 12 của đồng hồ về phía Mặt Trời thì điểm chính giữa cung giữa kim giờ và hướng 12 giờ sẽ chỉ hướng bắc. Nếu đồng hồ đã được chỉnh theo quy ước giờ mùa hè, ta cần sử dụng điểm 1 giờ thay vì 12 giờ. Sự sai lệch giữa giờ mặt trời địa phuơng và giờ múi, phương trình thời gian, và sự thay đổi không đều của góc phương vị Mặt Trời (các vùng nhiệt đới) ở những thời điểm khác nhau trong ngày giới hạn độ chính xác của phương pháp này.

### Đồng hồ mặt trời
Một đồng hồ mặt trời (loại có thể mang theo được) có thể được sử dụng để định hướng một cách chính xác hơn đồng hồ đeo tay, và có thể sử dụng ở bất kỳ vĩ độ nào.

### Quan sát thiên văn
Trong thiên văn học có một số phương pháp giúp định hướng vào ban đêm. Tất cả mọi ngôi sao đều được trông thấy nằm trên một mặt cầu tưởng tượng gọi là thiên cầu. Bởi sự quay quanh trục của Trái Đất, thiên cầu được thấy quay quanh một trục đi qua các cực Bắc và cực Nam của Trái Đất. Trục này cắt thiên cầu ở các thiên cực Bắc và Nam, đối với người quan sát, các cực này nằm trực tiếp phía trên các hướng Bắc và Nam tương ứng trên đường chân trời.
Ở cả hai bán cầu, người quan sát bầu trời đêm có thể thấy các ngôi sao thấy được di chuyển theo những đường vòng tròn, do sự quay của Trái Đất. Có thể thấy điều này rõ nhất trong các đoạn video time-lapse, hoặc ảnh chụp phơi sáng dài (bằng cách cho mở màn trập máy ảnh trong thời gian dài vào ban đêm tối không trăng) về bầu trời ban đêm. Bức ảnh cho thấy những cung tròn đồng tâm mà tâm chính là một trong hai thiên cực (ở ngay trên hướng Bắc hoặc Nam của đường chân trời). Một bức ảnh chụp trong vòng gần 8 tiếng đồng hồ đã xuất bản cho thấy điều này.
Thiên cực Bắc hiện tại (nhưng không phải là vĩnh viễn) nằm ở gần 1 độ so với ngôi sao sáng Polaris. Vị trí chính xác của thiên cực thay đổi trong suốt hàng nghìn năm do sự tiến động điểm phân (còn gọi là hiện tượng tuế sai). Polaris còn được gọi là sao Bắc cực, hay đơn giản là sao cực (pole star). Polaris chỉ có thể được nhìn thấy trong điều kiện thời tiết tốt và không có ô nhiễm ánh sáng vào ban đêm đối với những người ở Bắc Bán cầu. Có thể tìm Polaris nhờ nhóm sao Bắc Đẩu ("Big Dipper"). Nhóm sao dễ nhận biết này có hình cái muỗng, và kéo dài đoạn thẳng nối hai ngôi sao cạnh ngoài của đáy "muỗng" (đối diện với tay cầm) khoảng năm lần sẽ chỉ lên hướng của Polaris. Ngoài ra, còn có thể tìm Polaris bằng chòm sao Tiên Hậu (Cassiopeia) nếu không thấy nhóm sao Bắc Đẩu: năm ngôi sao sáng chính của chòm sao này có hình chữ W, kéo dài hai cạnh ngoài của chữ W đến khi chúng cắt nhau, thì điểm cắt đó chính là Polaris.
Trong khi các quan sát viên ở Bắc Bán cầu có thể tìm Polaris để xác định thiên cực Bắc và phương Bắc, ở Nam Bán cầu, sao Nam cực (Sigma Octantis) của chòm sao Nam Cực (Octans) lại khá mờ và khó có thể đủ trông thấy để quan sát định hướng. Bởi lý do này, một cách được hay dùng hơn là sử dụng chòm sao Nam Thập Tự (Crux). Thiên cực nam nằm ở điểm cắt giữa (a) trục dài của hình thập tự (tức là đường đi qua hai sao Alpha Crucis và Gamma Crucis), và (b) đường trung trục phân chia đoạn thẳng nối giữa hai sao "Pointers" (Alpha Centauri và Beta Centauri).
Vào những đêm trăng khuyết (không phải là trăng tròn hoặc trăng non), có thể định hướng nhờ quan sát Mặt Trăng. Ở bất kỳ nơi nào trên Trái Đất, phần bề mặt được chiếu sáng của Mặt Trăng khuyết luôn hướng về phía Mặt Trời. Trăng khuyết đầu tháng có bề mặt sáng hướng về phía Mặt Trời vừa lặn (phía Tây), trong khi trăng khuyết cuối tháng có bề mặt sáng hướng về phía Mặt Trời sắp mọc (phía Đông). Do đó, đường phân chia sáng-tối của Mặt Trăng bán nguyệt xấp xỉ chỉ trục hướng Nam-Bắc. Bởi góc nhìn từ Trái Đất phụ thuộc vĩ độ, Mặt Trăng nhìn từ Nam Bán cầu sẽ trông lật ngược so với vĩ độ tương ứng ở Bắc Bán cầu. Một đường thẳng tưởng tượng nối hai đầu mút của trăng lưỡi liềm hoặc đường phân chia sáng-tối của trăng bán nguyệt kéo dài sẽ xấp xỉ cắt đường chân trời ở hướng Nam đối với Bắc Bán cầu, hoặc ở hướng Bắc đối với Nam Bán cầu.

### La bàn hồi chuyển
Cuối thế kỷ 19, với sự phát triển các tàu chiến ngày càng được trang bị những khẩu súng ngắm lớn có thể gây ảnh hưởng đến la bàn từ, và cũng có thể để tránh phải đợi thời tiết tốt vào ban đêm để chỉnh cho đúng hướng bắc thực, la bàn hồi chuyển (gyrocompass) đã được phát triển cho sử dụng trong hàng hải. La bàn hồi chuyển hoạt động theo nguyên tắc tiến động của con quay hồi chuyển (gyroscope). Bởi nó có thể tìm ra hướng bắc thực thay vì hướng bắc từ nên nó không bị nhiễu bởi từ trường nơi địa phương hoặc trên tàu. Tuy nhiên, bất lợi chủ yếu của nó là nó phụ thuộc vào công nghệ chế tạo mà nhiều người thời đó có thể cho rằng là quá đắt đỏ để sử dụng cho các mục đích khác ngoài kinh doanh thương mại hoặc chiến dịch quân sự quy mô lớn. Nó cũng cần một nguồn điện liên tục cung cấp cho động cơ, và cần được giữ cố định trong một khoảng thời gian để có thể tự chỉnh thẳng hướng.

### Định hướng bằng vệ tinh
Gần cuối thế kỷ 20, sự xuất hiện của Hệ thống Định vị Toàn cầu (GPS) cung cấp một phương tiện định hướng hiện đại mà bất kỳ cá nhân có thể sử dụng để tìm hướng bắc thực một cách chính xác. Trong khi bộ thu GPS hoạt động tốt nhất trong điều kiện thời tiết quang mây, chúng có thể hoạt động cả ngày lẫn đêm, và trong mọi điều kiện thời tiết ngoại trừ những thời tiết xấu nhất. Các cơ quan chính phủ chịu trách nhiệm cho các vệ tinh định vị liên tục giám sát và điều chỉnh chúng để giữ hệ thống chỉ đúng hướng trên Trái Đất. Trái với la bàn hồi chuyển chỉ chỉnh xác nhất khi được đặt cố định, bộ thu GPS, nếu nó chỉ có một ăng ten, phải được di chuyển, thường với tốc độ 0.1 mph (0.2 km/h), để có thể thể hiện chính xác hướng chính. Trên tàu thuyền hoặc máy bay, bộ thu GPS thường được trang bị hai hoặc ăng ten nhiều hơn, được gắn rời nhau trên phương tiện. Kinh độ và vĩ độ chính xác của các ăng ten có thể được xác định, cho phép phương hướng được tính toán theo với cấu trúc của phương tiện. Với những điều kiện này, GPS được coi là chính xác và tin cậy, cho nên nó đã trở thành cách nhanh nhất và tiện lợi nhất để có được vị trí và phương hướng địa lý chính xác có thể kiểm chứng.

## Phương hướng và góc độ

### Hướng chính
Các phương hướng thường được gán với các góc độ quay trên đường tròn đơn vị, đây là một bước chuyển đổi cần thiết để sử dụng trong các tính toán định hướng (suy ra từ lượng giác) và để sử dụng trong lập trình các phần mềm cho các bộ thu GPS. Bốn hướng chính tương ứng với các góc phương vị sau đây trên một la bàn:
- Bắc, B (north, N): 0° = 360°
- Đông, Đ (east, E): 90°
- Nam, N (south, S): 180°
- Tây, T (west, W): 270°

### Hướng phụ
Các hướng phụ (hướng trung gian) là bốn hướng la bàn được đặt chính giữa (phân giác) các cặp hướng chính:
- Đông Bắc, ĐB (northeast, NE), 45°, chính giữa hướng bắc và đông, đối diện tây nam,  vuông góc với đông nam và tây bắc.
- Đông Nam, ĐN (southeast, SE), 135°, chính giữa hướng nam và đông, đối diện tây bắc, vuông góc với tây nam và đông bắc.
- Tây Nam, TN (southwest, SW), 225°, chính giữa hướng nam và tây, đối diện đông bắc, vuông góc với tây bắc và đông nam.
- Tây Bắc, TB (northwest, NW), 315°, chính giữa hướng bắc và tây, đối diện đông nam, vuông góc với đông bắc và tây nam.

#### Hướng phụ thứ cấp
Các hướng phụ thứ cấp của la bàn 16 hoa gió được đặt chính giữa các cặp hướng chính-phụ:
1. Bắc Đông Bắc, BĐB (north-northeast, NNE), 22.5°, chính giữa bắc và đông bắc.
2. Đông Đông Bắc, ĐĐB (east-northeast, ENE), 67.5°, chính giữa đông bắc và đông.
3. Đông Đông Nam, ĐĐN (east-southeast, ESE), 112.5°, chính giữa đông và đông nam.
4. Nam Đông Nam, NĐN (south-southeast, SSE), 157.5°, chính giữa đông nam và nam.
5. Nam Tây Nam, NTN (south-southwest, SSW), 202.5°, chính giữa nam và tây nam.
6. Tây Tây Nam, TTN (west-southwest, WSW), 247.5°, chính giữa tây nam và tây.
7. Tây Tây Bắc, TTB (west-northwest, WNW), 292.5°, chính giữa tây và tây bắc.
8. Bắc Tây Bắc, BTB (north-northwest, NNW), 337.5°, chính giữa tây bắc và bắc.

#### Hướng phụ cấp ba
La bàn 32 hoa gió còn có thêm 16 hướng phụ cấp ba được đặt chính giữa các cặp hướng còn lại:
1. Bắc giáp Đông, BgĐ (north-by-east, NbE), 11.25°, chính giữa bắc và bắc đông bắc.
2. Đông Bắc giáp Bắc, ĐBgB (northeast-by-north, NEbN), 33.75°, chính giữa bắc đông bắc và đông bắc.
3. Đông Bắc giáp Đông, ĐBgĐ (northeast-by-east, NEbE), 56.25°, chính giữa đông bắc và đông đông bắc.
4. Đông giáp Bắc, ĐgB (east-by-north, EbN), 78.75°, chính giữa đông đông bắc và đông.
5. Đông giáp Nam, ĐgN (east-by-south, EbS), 101.25°, chính giữa đông và đông đông nam.
6. Đông Nam giáp Đông, ĐNgĐ (southeast-by-east, SEbE), 123.75°, chính giữa đông đông nam và đông nam.
7. Đông Nam giáp Nam, ĐNgN (southeast-by-south, SEbS), 146.25°, chính giữa đông nam và nam đông nam.
8. Nam giáp Đông, NgĐ (south-by-east, SbE), 168.75°, chính giữa nam đông nam và nam.
9. Nam giáp Tây, NgT (south-by-west, SbW), 191.25°, chính giữa nam và nam tây nam.
10. Tây Nam giáp Nam, TNgN (southwest-by-south, SWbS), 213.75°, chính giữa nam tây nam và tây nam.
11. Tây Nam giáp Tây, TNgT (southwest-by-west, SWbW), 236.25°, chính giữa tây nam và tây tây nam.
12. Tây giáp Nam, TgN (west-by-south, WbS), 258.75°, chính giữa tây tây nam và tây.
13. Tây giáp Bắc, TgB (west-by-north, WbN), 281.25°, chính giữa tây và tây tây bắc.
14. Tây Bắc giáp Tây, TBgT (northwest-by-west, NWbW), 303.75°, chính giữa tây tây bắc và tây bắc.
15. Tây Bắc giáp Bắc, TBgB (northwest-by-north, NWbN), 326.25°, chính giữa tây bắc và bắc tây bắc.
16. Bắc giáp Tây, BgT (north-by-west, NbW), 348.75°, chính giữa bắc tây bắc và bắc.

## Các hướng chính trong các nền văn hóa
| Á-Âu       | N | E | S | W | C | Nguồn         |
| ---------- | - | - | - | - | - | ------------- |
| Slavơ      |   |   |   |   | — | [ 21 ]        |
| Trung Quốc |   |   |   |   |   | [ 22 ] [ 23 ] |
| Ainu       |   |   |   |   |   | [ 24 ] [ 25 ] |
| Thổ        |   |   |   |   |   | [ 24 ]        |
| Kalmyk     |   |   |   |   | — | [ 26 ]        |
| Tây Tạng   |   |   |   |   |   | [ 24 ]        |